# Clement Davies
Clement Edward Davies (ur. 19 lutego 1884 w Llanfyllin, zm. 23 marca 1962) – walijski polityk, lider Partii Liberalnej w latach 1945-1956.

## Młodość
Urodził się w Llanfyllin w Walii, ukończył Trinity Hall na Uniwersytecie Cambridge. Davies był członek izby adwokackiej Anglii i Walii, a następnie mianowany KC w 1923 r.

## Kariera polityczna
W 1929 wyborach powszechnych Davies został wybrany do Izby Gmin jako liberalny poseł z okręgu Montgomeryshire. W 1931 wśród liberałów doszło do podziału na trzy obozy, Davies był jednym z liberalnych posłów popierających rząd. Jednak w 1939 zrezygnował z członkostwa w partii i popierania idei rządu narodowego. Podczas II wojny światowej był przewodniczącym Grupy All Party, która odegrała znaczącą rolę w wymuszeniu dymisji premiera Neville Chamberlaina.

### Lider Partii Liberalnej
W 1942 powrócił do Partii Liberalnej. Pomimo faktu, że był nieobecny przez dziesięć lat, a także w związku z dawnymi podejrzeniami, że jego zaangażowanie w liberalizm było niepełne, w 1945 stał się liderem partii po Archibaldzie Sinclairze, który niespodziewanie stracił mandat w wyborach w tym samym roku, a liczba posłów partii liberalnej w Izbie Gmin spadła do 12.
Davies nie miał ambicji na lidera, nie był entuzjastycznie nastawiony do tej funkcji. Lecz spośród 12 posłów, w tym 6 nowo wybranych w tym roku, wybór lidera partii był ograniczony. Powszechnie uważano, że będzie tylko tymczasowym liderem, do czasu aż bardziej dynamiczny i popularny Sinclair wróci do Izby Gmin. Nigdy tak się stało, a Davies pozostał liderem partii na następne 11 lat, reprezentując liberałów w trzech kolejnych wyborach powszechnych.
W latach 1946–1947 Davies był prezesem London Welsh Trust, która biegnie na London Welsh Centre, Gray Inn Road.
W pierwszych wyborach pod przywództwem Davisa w 1950 Partia Liberalna zdobyła 9% głosów co dało jej zaledwie 9 posłów, a w 1951 i 1955, poparcie dla partii liberalnej spadło jeszcze bardziej, pozwalając za zdobycie tylko 6 miejsc, z 2,5% do 2,7% głosów (chociaż poparcie w dużej mierze było związane z ogromnym spadkiem liczby miejsc stron walczących). We wrześniu 1956 zrezygnował funkcji lidera na konferencji partii, a jego następcą został znacznie młodszy Jo Grimond. Co było skutecznym puczem członków partii wobec władzy wykonawczej, zarówno Davies i Grimond okazali się być nieświadomymi chęci zmiany przywództwa zanim do niego nie doszło.
Davies prowadził Partię Liberalną, która pod koniec XIX w. praktycznie zdominowała brytyjską politykę, poprzez jej najgorszy okres, kiedy została zredukowana do niewielkiej partii w wyniku polaryzacji elektoratu między Partię Pracy i konserwatystów. Opinia że "Głosowanie na partię liberalną jest głosem zmarnowanym" nigdy nie była bardziej prawdziwa niż na początku lat pięćdziesiątych. Osobiście był lubiany, zarówno w partii i poza nią. Ogólnie miał opinię przyzwoitego człowieka, który dał z siebie wszystko w sytuacji, do której nie posiadał ani smaku, ani temperamentu.
Przez dziesięciolecia Davies był alkoholikiem, a to odbiło się na jego słabym stanie zdrowia, szczególnie w momencie wziął na siebie ciężar kierowania partią. Podczas dwóch z trzech jego kampanii wyborczych jako lider, na przykład, został hospitalizowany. I pomimo ogólnego uczucia, w którym był utrzymywany, jego przywództwo było powszechnie uważane za słabe i nieskuteczne, a tym samym przyczyniło się do złego samopoczucia partii w czasie, kiedy był najbardziej potrzebują kierunku.
W ostatnich latach jednak, jego rola uległa zmianie i był traktowany ze współczuciem. Historycy wskazują obecnie, że z napięcia związane z okresem zimnej wojny w końcu lat 40. i początku 50., w szczególności, byłyby wówczas wyzwaniem dla innych środowisk takich jak Partia Liberalna, utrzymując jedność w partii Davies wniósł znaczący wkład w zachowanie istnienia partii w ogóle. W 1951 roku w zamian za poparcie nowego konserwatywnego rządu Winstona Churchilla zaproponowano mu stanowisko ministra edukacji w Urzędzie Rady Ministrów, co przyczyniło się do zniszczenia Partii Liberalnej.
Mimo że był jeszcze posłem, to w dużej mierze został oderwany od spraw Partii Liberalnej i działał półniezależnie. Zmarł 23 marca 1962, w wieku 78 lat. Jego następcą w izbie gmin został poseł Emlyn Hooson.

## Życie prywatne
Liczne osobiste tragedie uprzykrzały mu życie. W ciągu kilku lat po wybuchu II wojny światowej stracił troje z czworga dzieci. Jego najstarszy syn David zmarł w 1939 roku z przyczyn naturalnych związanych z epilepsją, jego córka Maria popełniła samobójstwo w 1941 roku (choć rodzina zawsze odmawiała uznania, że celowo się zabiła), a drugi syn, Geraint był zabity w czynnej służbie w 1942 roku. Każde z jego dzieci zmarło w wieku 24 lat, z wyjątkiem czwartego syna Daviesa, Stanleya, który dożył starości.

## Dalsza lektura
- Violet Bonham Carter, ed. Mark Pottle, Daring to Hope: Diaries 1945-1969 (Weidenfeld & Nicolson, 2000)
- Alun Wyburn-Powell, Clement Davies: Liberal Leader (Politico's, 2003) ISBN 1-902301-97-8